# Macieira de Cambra
Macieira de Cambra es una freguesia portuguesa del concelho de Vale de Cambra, con 17,88 km² de superficie y 4.821 habitantes (2001). Su densidad de población es de 269,6 hab/km².